# Eniclases serratus
Eniclases serratus is een keversoort uit de familie netschildkevers (Lycidae). De wetenschappelijke naam van de soort werd in 1991 gepubliceerd door Ladislav Bocák & Bocáková.